# Ostsee-Express
Der Ostsee-Express war ein von 1957 bis 1995 zwischen Deutschland und Dänemark über das Trajekt Warnemünde–Gedser verkehrender Zuglauf. Endbahnhof in Dänemark war grundsätzlich København H, der deutsche Endbahnhof wechselte im Laufe der Jahre. Bis 1973 war dies Berlin Ostbahnhof, zwischen 1973 und 1983 München Hbf und ab 1983 wieder Berlin Ostbahnhof. Ab 1987 endete und begann der Ostsee-Express im Bahnhof Berlin-Lichtenberg, mit Kurswagen wurde aber weiterhin die Berliner Stadtbahn erreicht. Zwischen Kopenhagen und Berlin verkehrte der Ostsee-Express in beiden Richtungen über Nacht, sein Pendant als Tageszug auf dieser Verbindung war der Neptun. Im September 1995 endete der Eisenbahnfährbetrieb zwischen Gedser und Warnemünde, der Ostsee-Express wurde ebenso wie der Neptun eingestellt.

## Geschichte
Mit der Wiederaufnahme des regelmäßigen Trajektverkehrs zwischen Warnemünde und Gedser wurden zunächst nur einzelne Schlafwagen oder Sitzwagen als Kurswagen zwischen Kopenhagen und Prag trajektiert, dies auch nur an einzelnen Tagen und nicht in allen Fahrplanperioden. Vorläufer des Ostsee-Expresses waren die Züge E 315 und D 16 zwischen Warnemünde und Berlin, die seit dem Sommer 1955 an drei Tagen pro Woche Kurswagen zwischen Berlin und Kopenhagen mitführten, in den Folgejahren jedoch nicht im Winterfahrplan. Ab Sommer 1957 wurde neu der D 115/116 eingeführt, der den Namen Ostsee-Express erhielt und parallel zu den weiterhin dem Binnenverkehr dienenden Zügen E 315/D 16 verkehrte. Da die Bahnstrecke Neustrelitz–Warnemünde als Teil der kürzesten Verbindung zwischen Berlin und Rostock bzw. Warnemünde zwischen Neustrelitz und Plaaz nach dem Zweiten Weltkrieg als Reparationsleistung für die Sowjetunion abgebaut worden war, musste der Ostsee-Express mit einem Umweg über Neubrandenburg geführt werden. Außer Sitzwagen zwischen Berlin und Kopenhagen führte der Zug auch zwei Schlafwagen zwischen Berlin und Warnemünde bzw. Gedser. Im Winterfahrplan 1958/59 verkehrte lediglich ein Liegewagen über die gesamte Strecke des Zuglaufs. In den Folgejahren wurde der Zuglauf zunächst auf den Abschnitt zwischen Berlin und Warnemünde beschränkt, Kurswagen bis bzw. ab Kopenhagen verkehrten lediglich während des Sommers. Erst ab 1961 wurde wieder der gesamte Zuglauf zwischen Berlin und Kopenhagen als Ostsee-Express bezeichnet. Ein Schlafwagen verkehrte weiterhin nur bis bzw. ab Gedser.
Nach Inbetriebnahme der wiederaufgebauten Lloydbahn zwischen Neustrelitz und Plaaz verkehrte auch der Ostsee-Express ab dem Sommerfahrplan 1963 über diese kürzere Strecke; zum gleichen Zeitpunkt erhielt er auch erstmals einen Schlafwagen über den gesamten Laufweg zwischen Berlin und Kopenhagen. Ab Sommer 1964 erhielt der Ostsee-Express an vier Wochentagen einen Kurswagen der SŽD zwischen Moskau und Kopenhagen, der an seinen Einsatztagen zunächst den Berliner Schlafwagen ersetzte, in späteren Fahrplanjahren aber teilweise auch parallel zu diesem eingesetzt wurde. Zum Sommerfahrplan 1967 bekam das Zugpaar die neuen Nummern D 315/316.
Ab dem Sommerfahrplan 1973 erhielt der Zug einen neuen Laufweg und wurde unter den neuen Zugnummern D 308/309 von Berlin bis München verlängert, nachdem bereits seit 1971 ein Kurswagen zwischen Kopenhagen und München im Ostsee-Express geführt worden war. Zwischen Berlin Stadtbahn und dem Grenzbahnhof Gutenfürst diente der Zug dem Transitverkehr zwischen West-Berlin und der Bundesrepublik Deutschland. Er übernahm dabei weitgehend die Fahrtenlage des Saßnitz-Expresses, dessen Zuglauf auf den Abschnitt zwischen Stockholm und Berlin beschränkt wurde. Auf dem gesamten Laufweg zwischen München und Kopenhagen wurde allerdings lediglich ein einzelner Sitzwagen geführt. Nördlich von Berlin behielt der Zuglauf auch die Nummern D 328/329.
Zum Sommerfahrplan 1983 wurde der Zuglauf des Ostsee-Expresses wieder auf den Abschnitt zwischen Kopenhagen und Berlin zurückgezogen. In Berlin Ostbahnhof wurden die durchgehenden Wagen von Kopenhagen auf den Flügelzug des Saßnitz-Expresses überstellt und mit diesem bis zum West-Berliner Bahnhof Zoologischer Garten geführt. In der Gegenrichtung gab es einen eigenständigen Zubringerzug bis zum Ostbahnhof. Ab 1984 führte der Zug in einer Richtung Kurswagen zwischen Berlin und Neubrandenburg, die in Neustrelitz abgehängt wurden. Der Bahnhof Berlin-Lichtenberg diente ab Oktober 1987 als südlicher Endpunkt des Zugpaars, das weiterhin die Kurswagen nach West-Berlin führte. Bis zur Einstellung 1995 blieb der Zuglauf des Ostsee-Expresses unverändert, lediglich die Kurswagen zum Bahnhof Zoologischer Garten entfielen ab 1990, der Moskauer Kurswagen ab 1994 und das Zugpaar erhielt wieder die Nummern D 308/309.

## Fahrzeugeinsatz

### Lokomotiven
Zum Zeitpunkt der Einführung des Zuglaufs setzte die Deutsche Reichsbahn (DR) im Schnellzugverkehr noch fast ausschließlich Dampflokomotiven ein. Zwischen Warnemünde und Berlin übernahmen daher zunächst Lokomotiven der Baureihe 01 den Ostsee-Express. In den Folgejahren wechselte die Bespannung mehrfach, ab 1961 kamen auch Maschinen der Baureihe 03 zum Einsatz. Zeitweise übernahmen auch Lokomotiven der Baureihen 01.5 und 03.10 den Ostsee-Express. Mit der Verlängerung nach München stellte die DR den Ostsee-Express auf Dieselbetrieb um, Lokomotiven der Baureihe 118 beförderten ihn zwischen Hof Hbf und Warnemünde, wobei jedoch in Berlin ein Lokwechsel stattfand. Ab Ende der 1970er Jahre übernahmen Lokomotiven der Baureihe 132 schrittweise den Dienst. Auf dem elektrifizierten Abschnitt zwischen Dessau Hbf und Reichenbach (Vogtl) ob Bf wurden infolge der zweiten Ölpreiskrise ab 1980 Elektrolokomotiven eingesetzt. Mit der Zurückziehung auf den Endpunkt Berlin bespannten ab 1983 wieder ausschließlich Diesellokomotiven den Ostsee-Express. Die Deutsche Bundesbahn setzte vor dem Ostsee-Express zwischen Hof Hbf und Regensburg Hbf Diesellokomotiven der Baureihe 218 ein, zwischen Regensburg und München kamen diverse Baureihen elektrischer Schnellzuglokomotiven zum Einsatz, darunter in den ersten Jahren noch Maschinen der Baureihe 118 aus der Vorkriegszeit.
Die Bahnstrecke zwischen Berlin und Rostock konnte ab Sommer 1985 vollständig elektrisch befahren werden, der Ostsee-Express wurde seitdem zwischen Berlin-Lichtenberg und Rostock Hbf von Lokomotiven der Baureihe 243 befördert. Mit Beginn des Winterfahrplans im Dezember des gleichen Jahres war auch Warnemünde elektrisch erreichbar. Lediglich zwischen Berlin-Lichtenberg und Ostbahnhof blieben noch bis zur Elektrifizierung der östlichen Zufahrt des Ostbahnhofs im Jahr 1987 Diesellokomotiven im Einsatz. Bis zum Sommer 1995 blieb die Bespannung seitdem unverändert. In der letzten Fahrplanperiode bis zur Einstellung übernahm vom 28. Mai 1995 bis zum 24. September 1995 umlaufbedingt eine Lokomotive der DB-Baureihe 103 den Ostsee-Express, womit eine lange Standzeit dieser im IC-Dienst zwischen Frankfurt/Main und Berlin eingesetzten Maschinen vermieden wurde.
Auf dem dänischen Abschnitt zwischen Gedser und Kopenhagen setzten die  Danske Statsbaner (DSB) bereits seit Einführung des Ostsee-Expresses Diesellokomotiven ein, zunächst Maschinen der Litra MY. In späteren Jahren kamen die neueren Litra MZ und Litra ME zum Einsatz, bis 1995 blieb dieser Triebfahrzeugeinsatz unverändert.

### Wagenpark
Im Unterschied zum Neptun, der bis Mitte der 1970er Jahre nur für den internationalen Reiseverkehr zwischen Deutschland und Dänemark freigegeben war, konnte der Ostsee-Express stets auch von Reisenden im Binnenverkehr innerhalb der DDR genutzt werden. Er führte daher in allen Fahrplanperioden Zusatzwagen zwischen Berlin und Rostock, teils auch bis Warnemünde. Trajektiert wurden jeweils nur die Schlafwagen zwischen Berlin und Kopenhagen sowie ein bis zwei Sitzwagen und die in einigen Fahrplanperioden mitgeführten Liegewagen. Zwischen Gedser und Kopenhagen verstärkten die DSB den Ostsee-Express ebenfalls mit eigenen Sitzwagen.
Die Deutsche Reichsbahn stellte in den meisten Fahrplanjahren den Großteil des Wagenparks. Lediglich der Moskauer Kurswagen war immer ein umspurbarer und RIC-tauglicher Schlafwagen der SŽD. Ab 1967 stellten die DSB den durchgehenden Sitzwagen zwischen Berlin und Kopenhagen. Mit der Verlängerung nach München übernahm die DR 1973 den Sitzwagen von der DSB, bereits zwei Jahre später gab sie den Kurs an die Deutsche Bundesbahn (DB) ab, die ihn bis zur Verkürzung des Zuglaufs auf den Abschnitt zwischen Berlin und Kopenhagen 1983 stellte. In einzelnen Jahren wurden Wagen der DB auch als zusätzliche Wagen zwischen Berlin und Rostock genutzt, so etwa in den Sommerfahrplänen 1967 und 1972 sowie zwischen 1973 und 1978. Einzelne Verstärkerwagen auf dem Gesamtlauf stellte in einigen Fahrplanjahren auch die DSB.